# Sławomir Szewiński
Sławomir Janusz Szewiński (ur. 25 października 1941) – polski lekkoatleta specjalizujący się w biegu na 400 metrów przez płotki, trener, a po zakończeniu kariery fotoreporter Przeglądu Sportowego.

## Życiorys
W czasie kariery sportowej cztery razy startował w finale mistrzostw Polski seniorów (w 1961 w sztafecie 4 × 400 metrów, w 1962 w biegu na 400 metrów przez płotki i sztafecie 4 × 400 metrów i  w 1965 w biegu rozstawnym 4 × 100 metrów) zdobywając dwa medale. 
Reprezentował Polskę w jednym meczu międzypaństwowym, w 1962 w Sosnowcu przeciwko Grecji,  zajmując w biegu płotkarskim czwarte miejsce. 
Trener i mąż Ireny Szewińskiej, lekkoatletki; ich synami są: Andrzej Szewiński, m.in. polski polityk, reprezentant Polski w siatkówce i Jarosław Szewiński, programista elektronik.